# Classe Yurka
La classe Yurka est le code OTAN d'une classe de dragueurs de mines construits pour la Marine soviétique (et les clients à l’exportation) entre 1963 et 1970. La désignation soviétique était Projet 266 Rubin.

## Conception
Une nouvelle conception de dragueur de mines océanique a été demandée en 1957 pour succéder au dragueur de mines de classe T-43 dans la marine soviétique. La conception a été approuvée en 1959 et est entrée en service en 1963. Des améliorations majeures dans la détection des mines, et la protection contre leur explosion, ont été mises en œuvre. Les signatures magnétiques, acoustiques et électriques ont été réduites. La coque a été construite en acier faiblement magnétique.

## Pays utilisateurs
- Marine soviétique : Environ 41 navires ont été construits pour la marine soviétique. Un navire a été perdu en 1989 dans une explosion accidentelle en mer Noire. Tous les navires ont été désarmés au milieu des années 1990.
- Marine égyptienne : Quatre navires transférés en 1969, encore en service en 2008[1].
- Marine populaire vietnamienne : Deux navires transférés en 1979, encore en service en 2008.

### Sources et bibliographie
- (en) Robert Gardiner, Conway's all the World's Fighting Ships 1947-1995, Londres, Conway Maritime, 1995, 675 p. (ISBN 0-85177-605-1, OCLC 34284130).